# Túnel de Puertochico
El túnel de Puertochico es un túnel viario de la ciudad de Santander (Cantabria, España), que conecta el centro de la ciudad con la zona norte. Se extiende entre la rotonda de la calle del Sol, al sur (en el barrio de Puertochico) y el principio de la avenida de Los Castros, al norte (en el barrio de El Sardinero). También es conocido popularmente como túnel de Tetuán, aunque la denominación es confusa puesto que el antiguo túnel de La Cañía también recibe esa denominación.

## Descripción
El túnel de Puertochico es una de las principales vías de comunicación entre el norte y el sur de Santander, siendo además una de las principales entradas al centro de la ciudad. Debido a tener un solo carril en cada sentido se suelen producir en él atascos en las horas puntas por la gran afluencia de tráfico. Tiene una longitud de 676 metros.
El túnel también permite la circunvalación de peatones, al contar originalmente con dos aceras a ambos lados de la calzada, una de las cuales ha sido transformada en carril bici.
El núcleo urbano principal de Santander es un óvalo de forma alargada, atravesado a lo largo por una elevación conocida como El Alta, que divide la ciudad. Para paliar este problema se construyó el túnel, que fue inaugurado en 1991.